# Bataille de Cepeda (1859)
Pour les articles homonymes, voir Bataille de Cepeda et Cepeda.
Guerres civiles argentines
La bataille de Cepeda du 23 octobre 1859 est la seconde des deux batailles — la première eut lieu en 1820 — qui eurent lieu dans le marais bordant le ruisseau Cepeda, affluent de la rivière Arroyo del Medio, laquelle sépare les provinces de Buenos Aires et de Santa Fe, à quelque 5 km à l’est du village de Mariano Benítez, dans le nord de la province de Buenos Aires.
La bataille vit s’affronter, pendant la guerre entre la Confédération argentine et l’État de Buenos Aires, conflit situé dans le cadre des guerres civiles argentines, les troupes unitaires de la province de Buenos Aires (province alors séparée du reste du pays et constituée en un État quasi indépendant, l'État de Buenos Aires) et celles de la Confédération argentine, cette dernière associée idéologiquement au parti fédéraliste.
La bataille se solda par la défaite de l’armée portègne et déboucha, après divers pourparlers, sur un accord concrétisé dans le pacte de San José de Flores, par lequel la province de Buenos Aires était réincorporée dans la République argentine.
Pour rappel, l’autre bataille de Cepeda, de février 1820, fut suivie d’une période de morcellement du pays, marquée par une prééminence politique des caudillos provinciaux.

## Causes
La bataille de Caseros de 1852, si elle avait clos l’ère des caudillos en Argentine, n’avait pas pour autant pu mettre un terme aux affrontements entre unitaires et fédéralistes. Les unitaires de la province de Buenos Aires, ayant refusé d'adhérer au consensus politique et institutionnel des autres provinces, désireuses de structurer le pays selon une constitution de type fédéral, détachèrent la province de Buenos Aires du reste du pays pour établir en 1852 le dénommé État de Buenos Aires. Celui-ci se garda donc de sanctionner la constitution argentine de 1853, la récusa au contraire, et ne voulut pas se considérer comme faisant partie de la Confédération argentine.
Ainsi, sous la présidence de Justo José de Urquiza — le vainqueur de Caseros —, le pays se retrouvait-il divisé en deux. Même si plusieurs tentatives d’invasion furent entreprises contre la province rebelle, Urquiza mena une politique de séduction, s’ingéniant à convaincre les portègnes de négocier leur incorporation à la République ; ses propositions toutefois furent chaque fois totalement rejetées par les gouvernements portègnes successifs. Ses efforts visant à promouvoir, au poste de gouverneur de Buenos Aires, un candidat qui fût disposé à négocier, n’eurent pas davantage de résultat, attendu que l'emprise politique des unitaires, ajoutée à leur puissance économique et à la violence exercée par eux lors des élections, leur permit d’assurer la victoire du plus acharné d’entre eux, Valentín Alsina, qui accéda au gouvernorat provincial en mai 1857.
La Confédération se trouvait en outre confrontée à de graves problèmes économiques sans parvenir à les résoudre ; en particulier, le commerce extérieur continuait de devoir passer quasi exclusivement par la douane de Buenos Aires, laquelle était de loin la principale source de recettes fiscales du pays. Urquiza essaya bien de mettre davantage en valeur le port de Rosario, mais ne réussit pas à attirer les flottes marchandes étrangères ; Buenos Aires continuait d'être plus attrayant, car mieux accessible et doté d'un plus vaste bassin de chalandise. Cette situation était devenue intenable pour la Confédération. Le conflit trouvait donc son origine non seulement dans l’opposition idéologique, mais aussi et surtout dans la question de la prépondérance politique et économique, c'est-à-dire le droit d’imposer à l’autre partie sa gestion économique.
L’assassinat à San Juan, en octobre 1858, de Nazario Benavídez (en), chef militaire et caudillo ayant lutté aux côtés de Juan Manuel de Rosas et de Justo José de Urquiza dans les conflits entre unitaires et fédéralistes, fut l’un des éléments déclencheurs de la bataille de Cepeda de 1859.

## Déclenchement de la guerre
L’assassinat de l’ancien gouverneur de la province de San Juan, Nazario Benavídez, par un gouvernement provincial ami de celui de Buenos Aires, inaugura l’escalade vers l’affrontement armé. La province subit de la part du gouvernement national une procédure d’intervention fédérale, ce que le gouvernement de San Juan et l’opinion publique de Buenos Aires ressentirent comme une offense.
Le cours des événements porta le congrès de la Confédération à édicter, le 1er avril 1859, une loi obligeant Urquiza à réincorporer la province dissidente, si possible par des moyens pacifiques, mais, à défaut, en utilisant les armes sans tergiverser. Le 6 mai 1859, une loi habilita le président à user de la force pour contraindre Buenos Aires à se réintégrer.
Le gouvernement de Buenos Aires interpréta cette loi comme une déclaration de guerre formelle, et au mois de mai, la législature portègne disposa que toute agression eût à être repoussée par ses troupes, le chef de l’armée de Buenos Aires, le colonel Bartolomé Mitre, recevant dans le même temps l’ordre d’envahir la province de Santa Fe, tandis que les vaisseaux de guerre portègnes furent envoyés bloquer le port de Paraná, pour lors capitale de la Confédération.
Devant l’imminence du conflit armé, les États-Unis, l’Angleterre, le Brésil et le Paraguay offrirent leur médiation amicale, mais ni Alsina, ni Mitre ne voulurent rien accepter d’autre que la démission d’Urquiza, ou la guerre. Urquiza lui-même, qui depuis 1852 s’était toujours efforcé de négocier, était à présent furieux à cause de l’assassinat de Benavídez et de l’apologie qu’avaient faite de ce crime plusieurs publications de Buenos Aires.
À la mi-octobre, le général Tomás Guido, commandant en chef de l’escadre nationale, donna ordre à celle-ci de forcer le pertuis de l’île Martín García, dans le Río de la Plata. Après un bref combat naval, l’escadre fédérale surgit en face de Buenos Aires ; la guerre avait débuté.

## Bataille

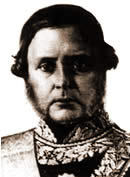
Justo José de Urquiza.

L’armée de la Confédération comptait 14 000 hommes, dont 10 000 de cavalerie et 3 000 d’infanterie, et était dotée de 35 canons et obusiers. Elle comprenait en outre de fortes divisions de ranquels des caciques Cristo et Coliqueo,. À sa tête figuraient les généraux Juan Esteban Pedernera, Hilario Lagos, Juan Pablo López, Manuel Basavilbaso, Manuel Antonio Urdinarrain et Miguel Galarza.
L’armée de Buenos Aires rassemblait 9 000 hommes, dont 4 700 fantassins et 4 000 cavaliers, disposant de 24 pièces d’artillerie. Dans ses rangs se trouvaient les généraux Wenceslao Paunero, Venancio Flores — à la tête d’une division dont les officiers étaient uruguayens, lesquels devaient se rendre tristement célèbres au cours de la décennie suivante — et Manuel Hornos (es), secondés par les colonels Ignacio Rivas, Julio de Vedia, Benito Nazar, Emilio Conesa, Adolfo Alsina et Emilio Mitre (es).
Les forces de Buenos Aires se trouvaient alors fortement réduites à cause du nombre élevé d’hommes employés à garder la frontière de leur province contre les invasions des Amérindiens. De fait, ces mêmes Amérindiens, tels que Juan Calfucurá, étaient des alliés d’Urquiza et leurs incursions faisaient partie de la stratégie de ce dernier.
Les forces de Mitre avaient pour point d’appui le port de San Nicolás de los Arroyos, celles d'Urquiza le port de Rosario.
Le 22 octobre, les avant-gardes des deux armées s’affrontèrent près de la Cañada de Cepeda (marais bordant le ruisseau Cepeda, lequel se jette dans la rivière Arroyo del Medio (es) du côté de la province de Santa Fe), sans issue décisive. Le lendemain, les armées se trouvèrent face à face et Urquiza harangua ainsi ses troupes :

« J’ai voulu éviter le sang et œuvré à la paix. Le gouvernement de Buenos Aires s’évertue à nous provoquer avec une armée qui ne peut pas nous résister. Eh bien soit, conquérons par l’action des armes une paix durable. »

La bataille se déclencha au milieu de l’après-midi. Mitre tenta de forcer la décision par son infanterie, positionnant la cavalerie à l’arrière-garde. Au début, les Portègnes parvinrent à stopper l’avancée de l’infanterie nationale, mais Urquiza déploya ensuite en deux ailes sa cavalerie expérimentée, cerna la formation portègne et attaqua sa cavalerie. Au même moment, une partie de l’infanterie fédérale réussit à détruire trois bataillons de Buenos Aires, composés de jeunes recrues.
À l’entrée de la nuit, Mitre tenta de faire pivoter sa formation d’un quart de tour, la désorganisant totalement. Les deux généraux savaient désormais que la bataille avait été gagnée par la Confédération ; dès que les fédéraux interrompaient le tir de leurs canons, le silence régnait aussitôt. Mitre fit cacher ce silence sous l’hymne national argentin et sous d’autres morceaux de musique, pendant qu’il passait ses troupes en revue dans l’obscurité. Il put alors facilement constater qu’il ne lui restait que très peu de munitions.
Dans le camp portègne, une centaine d’hommes perdirent la vie, 90 furent blessés et 2 000 faits prisonniers, parmi lesquels 21 étaient des officiers ; une vingtaine de canons furent également perdus. Chez les nationaux, l’on dénombra trois centaines de morts ; parmi les pertes figuraient 24 officiers, morts ou blessés.

## Après la bataille

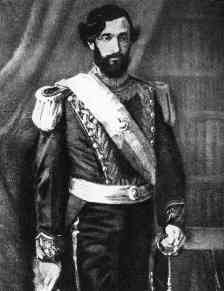
Bartolomé Mitre.

Mitre battit alors en retraite, au milieu de la nuit, sans faire de halte pour permettre à ses hommes de manger et boire ; au centre de sa formation de marche, il disposa les blessés et les rares cavaliers qui ne s’étaient pas débandés, et sur les flancs les fantassins ; aux bords extérieurs de la formation marchaient ceux munis d’armes en ordre de fonctionner et chargées. Les fédéraux faisaient feu sur les Portègnes, mais les tireurs de Mitre ripostaient et la marche se poursuivait. À une heure et demie de l’après-midi du 25 octobre, les 2 000 hommes qui subsistaient de l’armée de Buenos Aires entrèrent dans San Nicolás et purent ainsi, deux jours après la bataille, s'embarquer dans les vaisseaux de leur marine de guerre, sous le commandement de Antonio Susini, et poursuivre leur retraite vers Buenos Aires. À peine furent-ils sortis du port de San Nicolás qu’ils se virent interceptés par la flotte fédérale commandée par Luis Cabassa, mais à l’issue d’une brève bataille, une opportune tourmente les sauva. À son arrivée dans la ville de Buenos Aires, Mitre annonça pompeusement qu’il revenait avec ses « légions intactes », ce qui était tout simplement faux.
Les Indiens alliés d'Urquiza mirent la pression sur les frontières et réussirent à s’emparer passagèrement de quelques villages importants, mais finirent par être battus.
Urquiza, en revanche, avança rapidement sur la ville, tout en lançant des proclamations pacifistes : 

« Je viens pour ôter le pouvoir à un cercle qui l’exerce à son propre profit et pour le restituer au peuple, qui en usera pour sa prospérité. Au terme de ma carrière politique, mon unique ambition est de contempler, depuis mon paisible foyer, la République argentine une et heureuse, qui m’a valu de longues années de rudes fatigues… Je viens vous offrir une paix durable sous le drapeau de nos aïeux, sous une loi commune, protectrice et belle. »

Il eût pu pénétrer dans Buenos Aires par la force, mais préféra établir son campement aux abords de la ville, dans le village de San José de Flores. De ce lieu, il fit pression sur le gouverneur Alsina ; certains dans le parti de celui-ci avaient supputé qu’Urquiza était prêt à tout en échange de la paix, pourvu seulement que Buenos Aires se réintégrât à la Confédération. Alsina, qui était résolu à refuser toute négociation, fut abandonné par ses alliés et contraint à la démission.
Avec la médiation du fils du président paraguayen — et futur président lui aussi — Francisco Solano López, fut finalement signé le pacte de San José de Flores, ou pacte d’Union nationale.

## Suites
La bataille et le pacte qui s’ensuivit eurent pour effet de réincorporer « de droit » la province de Buenos Aires dans la République argentine.
Le moyen de réaliser cette réintégration, et objet des négociations, était une révision de la constitution, révision à définir par une convention de Buenos Aires. Les modifications proposées par celle-ci, habilement rédigées sur un ton modéré, furent promptement acceptées par la Convention nationale. En pratique, la réforme garantissait à Buenos Aires la prolongation pour six ans de ses recettes douanières, et un certain pouvoir économique sur le reste du pays. En outre, certaines de ses institutions propres, comme la Banque de la province de Buenos Aires, restaient à perpétuité exemptées de l’impôt national.
Nombre d’observateurs relevèrent que les Portègnes ne concédaient que fort peu, et prédirent qu’ils se saisiraient de n’importe quelle excuse pour ne pas se réintégrer dans la République, avant qu’ils ne se fussent d’abord assuré la domination réelle sur tout le pays. Ils furent nombreux aussi à s’indigner de l’attitude d’Urquiza, qui, selon le mot de Ricardo López Jordán, « était venu à Buenos Aires comme vainqueur, et avait négocié comme un vaincu ».
C’est du reste ce qui se produisit en effet : les Portègnes surent nouer une série d’alliances avec plusieurs gouverneurs de l’intérieur, intriguèrent entre Urquiza et son successeur Santiago Derqui, se renforcèrent économiquement et militairement, pour au bout du compte rejeter, sous divers prétextes, leur réintégration dans la confédération argentine. Cet état de fait devait conduire en 1861 à la bataille de Pavón, où Urquiza et Mitre s’affrontèrent derechef ; en un certain sens, l’armée d’Urquiza triompha à nouveau, mais celui-ci, pour des raisons restées inexpliquées, se retira, laissant à Mitre la victoire finale et la domination sur le pays tout entier. Ce dernier imposa son hégémonie par des moyens violents et se fit élire président en 1862.
Vu dans cette perspective, Cepeda apparaît donc finalement, après avoir été une nouvelle grande victoire du Parti fédéraliste, comme un épisode de plus sur la voie vers la victoire définitive du pouvoir portègne. Les unitaires de Buenos Aires réorganisèrent le pays selon leur souhait, imposant un système politique très peu démocratique qui n’était fédéral qu’au regard de sa base légale, un système économique centré sur les exportations agricoles, et un système culturel tendant à l’imitation de tout ce qui était européen.